# Національна рада розвідки
Національна рада розвідки (НРР, англ. National Intelligence Council, NIC) — заснована в 1979 році та підпорядкована Директору Національної розвідки, з метою налагодження комунікації між розвідувальним співтовариством США та політиками Сполучених Штатів. Національна рада розвідки кожні чотири роки готує звіт під назвою «Глобальні тенденції» (англ. Global Trends), починаючи з 1997 року, для майбутнього Президента Сполучених Штатів. Робота НРР ґрунтується на розвідувальних даних із різноманітних джерел, зокрема експертів із наукових кіл та приватного сектору. Документи та звіти НРР, якими користуються політики, включають Національну оцінку розвідки та звіти про глобальні тенденції, які надаються кожні чотири роки. Метою НРР є надання політикам найкращої наявної інформації, яка є неприкрашеною, неупередженою та незалежно від того, чи відповідають аналітичні висновки поточній політиці США.
Одним із найважливіших аналітичних проєктів Національної ради розвідки є звіт «Глобальні тенденції» (англ. Global Trends), створений для майбутнього президента США, який зазвичай надається новому президенту між днем виборів та днем інавгурації. Звіти «Глобальні тенденції» оцінюють критичні чинники та сценарії глобальних тенденцій із приблизним часовим горизонтом у п'ятнадцять років. Аналіз «Глобальні тенденції» забезпечує основу для довгострокової оцінки стратегічної політики для Білого дому та розвідувального співтовариства. У 1997 році Офіс директора Національної ради розвідки опублікував перший звіт про глобальні тенденції «Глобальні тенденції 2010» (англ. Global Trends 2010), а в березні 2021 року — останній звіт «Глобальні тенденції НРР 2040: більш суперечливий світ» (англ. NIC Global Trends 2040: A More Contested World).

## Опис
Коли Вальтер Беделл Сміт став директором Національної розвідки в 1950 році, він заснував Національний офіс оцінок (англ. Office of National Estimates, ONE), єдиною метою якого було підготовка Національних оцінок розвідки (англ. National Intelligence Estimates, NIE). У Національному офісі оцінок було два компоненти: персонал, який складав кошториси, і вищий орган, Рада національних оцінок, яка переглядала кошториси, узгоджувала рішення з іншими агенціями та обговорювала їх остаточну форму. Національний офіс оцінок складався з групи професіоналів розвідки, яку доповнювали військові офіцери у відставці, дипломати та науковці. Хоча Національний офіс оцінок, який підпорядковувався директору Центральної розвідки, офіційно перебував за межами ЦРУ, багато членів Офісу були залучені саме із ЦРУ.
Національна рада розвідки, яка була заснована в 1979 році, також підпорядковується директору Національної розвідки. Відповідно до звіту директора Національної розвідки від 2 лютого 2007 року, Національна рада розвідки об'єднує розвідувальне співтовариство США із політиками Сполучених Штатів.
У звіті поєднуються «традиційні виклики національній безпеці» з «соціальними тенденціями, які мають чіткі наслідки для безпеки».
У 2011 році членами Національної ради розвідки були «18 старших аналітиків та експертів з політики національної безпеки», яких призначав директор Національної розвідки. Національна рада розвідки підтримує роботу Офісу директора Національної розвідки та Ради національної безпеки. Відповідно до звіту Дослідницької служби Конгресу (англ. Congressional Research Service, CRS), Конгрес може час від часу вимагати від Національної ради розвідки підготувати «конкретні оцінки та інші аналітичні продукти» для інформування про «розгляд законодавства». Національна рада розвідки також «надає найкращі судження розвідувального співтовариства США щодо важливих міжнародних питань».
Національна рада розвідки має голову та заступника голови, а також заступника голови з оцінювання, директора зі стратегічних планів та роботи з громадськістю, директора аналітично-виробничого персоналу, спеціального радника, а також офіцерів національної розвідки та заступника офіцера національної розвідки для різних тем, включаючи Африку, Східну Азію, Європу, Латинську Америку, Близький Схід, Південну Азію, Росію та Євразію. Теми оцінювання включають економіку та глобальні проблеми, науку та технології, забезпечення розвідки, військові проблеми, транснаціональні загрози, попередження, зброю масового ураження та розповсюдження ядерної зброї, а також кіберзагрози.
Першим директором Національної ради розвідки був Річард Леман (1979—1981), який обіймав посаду за президентства Джиммі Картера.

## Звіти «Глобальні тенденції»
Одним із найважливіших аналітичних проєктів Національної ради розвідки є звіт «Глобальні тенденції» (англ. Global Trends), що готується для майбутнього президента США, який зазвичай надається новому президенту між днем виборів та днем інавгурації. Звіти «Глобальні тенденції» оцінюють критичні чинники та сценарії глобальних тенденцій із приблизним часовим горизонтом у п'ятнадцять років. Хоча аналіз глобальних тенденцій забезпечує основу для довгострокової оцінки стратегічної політики для Білого дому та розвідувального співтовариства, закон забороняє надавати у цих звітах будь-які політичні рекомендації.
Мета звіту — дослідити «довгостроковий вплив» «поточних змін» на «світ майбутнього» — на двадцять років вперед.
Перший звіт «Глобальні тенденції» був підготовлений у 1997 році, а останній, «Глобальні тенденції НРР 2040: більш суперечливий світ» — у березні 2021 року. Група стратегічного майбутнього Національної ради розвідки під керівництвом Марії Ланган-Рікхоф очолила підготовку звіту «Глобальні тенденції 2040», у співпраці з 18 організаціями, які входять до складу розвідувального співтовариства США, включаючи Агентство національної безпеки та Центральне розвідувальне управління.
Попередні звіти включають «Глобальні тенденції 2035: парадокс прогресу» (англ. Global Trends 2035: Paradox of Progress) у січні 2017 року, «Глобальні тенденції 2030: альтернативні світи» (англ. Global Trends 2030: Alternative Worlds) у 2012 році, «Глобальні тенденції 2025: Трансформований світ» (англ. Global Trends 2025: A Transformed World), «Глобальні тенденції 2020: відображення глобального майбутнього» (англ. Global Trends 2020: Mapping the Global Future), «Глобальне Тенденції 2010» (англ. Global Trends 2010) у 1997 році та «Глобальні тенденції 2015: діалог про майбутнє з неурядовими експертами» (англ. Global Trends 2015: A Dialogue About the Future With Nongovernment Experts) у грудні 2000 року.

### Глобальні тенденції 2020: відображення глобального майбутнього
У грудні 2004 року Національна рада розвідки опублікував звіт про свій проєкт 2020 року під назвою «Глобальні тенденції 2020: відображення глобального майбутнього» (англ. Global Trends 2020: Mapping the Global Future). Доповідь, розроблена в консультаціях з «неурядовими експертами з усього світу», розглядає можливі сценарії розвитку глобальних тенденцій, що формують міжнародну політику та економіку. Особливий акцент було зроблено на зростанні ролі Китаю та Індії на світовій арені, а також на еволюції радикального ісламського тероризму в усьому світі. Розглянуто потенційне розповсюдження зброї масового ураження і використання біологічної та хімічної зброї в майбутніх терористичних атаках.

### Глобальні тенденції 2035: парадокс прогресу
На початку президентства Дональда Трампа в січні 2017 року адміністрація Обами оприлюднила звіт під назвою «Глобальні тенденції 2035: парадокс прогресу», в якому «висвітлювався ризик пандемії та значні економічні збитки, які вона може спричинити».

### Глобальні тенденції 2040: більш суперечливий світ
У своїй статті від 15 квітня 2021 року про звіт «Глобальні тенденції НРР 2040: більш суперечливий світ» від 15 квітня 2021 року редакція Нью-Йорк таймса цитувала експертів у Вашингтоні, які сказали, що «вони не пригадують більш похмурого» звіту «Глобальні тенденції». Таймс опублікувала такі заголовки, як «Конкурентне співіснування», «Окремі силоси», «Трагедія та мобілізація», «Світ дрейфує» та поставила запитання, чи будемо ми прислухатися до застережень звіту «в той час, коли держави та суспільства повертаються всередину та політичний дискурс став отруйним». Згідно зі звітом, «націоналізм і поляризація зростають у багатьох країнах, особливо виключний націоналізм. Зусилля зі стримування та боротьби з вірусом посилили націоналістичні тенденції в усьому світі, оскільки деякі держави повернулися всередину, щоб захистити своїх громадян, а іноді покладають провину на маргіналізовані групи.»:12

## Директори
| Ім'я                | Початок терміну | Кінець терміну  | Президент                |
| ------------------- | --------------- | --------------- | ------------------------ |
| Річард Леман        | 1979            | 1981            | Джиммі Картер            |
| Генрі Ровен         | 8 липня 1981    | Вересень 1983   | Рональд Рейган           |
| Роберт Гейтс        | Вересень 1983   | 18 квітня 1986  | Рональд Рейган           |
| Френк Гортон III    | Вересень 1986   | Вересень 1987   | Рональд Рейган           |
| Фріц Ермарт         | 1988            | 20 січня 1993   | Рональд Рейган           |
| Фріц Ермарт         | 1988            | 20 січня 1993   | Джордж Герберт Вокер Буш |
| Джозеф Най          | 20 лютого 1993  | 15 вересня 1994 | Білл Клінтон             |
| Крістін Вільямс     | 15 вересня 1994 | 1 червня 1995   | Білл Клінтон             |
| Річард Н. Купер     | 1 червня 1995   | Січень 1997     | Білл Клінтон             |
| Джон С. Геннон      | 22 липня 1997   | Червень 2001    | Білл Клінтон             |
| Джон С. Геннон      | 22 липня 1997   | Червень 2001    | Джордж Вокер Буш         |
| Джон Л. Гелгерсон   | 3 серпня 2001   | 26 квітня 2002  |                          |
| Роберт Гатчінгс     | Лютий 2003      | Січень 2005     |                          |
| Томас Фінгерс       | 13 червня 2005  | 1 грудня 2008   |                          |
| Петер Лавой         | 1 грудня 2008   | 6 липня 2009    |                          |
| Петер Лавой         | 1 грудня 2008   | 6 липня 2009    | Барак Обама              |
| Кріс Койм           | 6 липня 2009    | Липень 2014     |                          |
| Грег Тревертон      | 8 вересня 2014  | 28 жовтня 2016  |                          |
| Емі МакОліфф        | 28 жовтня 2016  | 27 жовтня 2019  |                          |
| Емі МакОліфф        | 28 жовтня 2016  | 27 жовтня 2019  | Дональд Трамп            |
| Ніл Вайлі           | 28 жовтня 2019  | 21 січня 2021   |                          |
| Евріл Гейнс (чинна) | 21 січня 2021   | т. ч.           | Джо Байден               |

### Звіти «Глобальні тенденції»
- 1997 NIC Global Trends 2010 (Звіт). NIC Global Trends  (англ.). Офіс директора Національної ради розвідки. 1997. Архів оригіналу за 17 квітня 2021. Процитовано 16 квітня 2021.
- 2000 NIC Global Trends 2015: A Dialogue about the Future with Non-government Experts (PDF) (Звіт). NIC Global Trends  (англ.). Офіс директора Національної ради розвідки. Грудень 2000. Архів оригіналу (PDF) за 17 квітня 2021. Процитовано 16 квітня 2021.
- 2004 NIC Global Trends 2020: Global Trends 2020: Mapping the Global Future (PDF) (Звіт)  (англ.). Офіс директора Національної ради розвідки. 2004. Архів оригіналу (PDF) за 17 квітня 2021. Процитовано 16 квітня 2021.
- 2008 NIC Global Trends 2025: A Transformed World] (PDF) (Звіт)  (англ.). 2008.
- 2012 NIC Global Trends 2030: Alternative Worlds (PDF) (Звіт)  (англ.). Офіс директора Національної ради розвідки. 2012. Архів оригіналу (PDF) за 17 квітня 2021. Процитовано 16 квітня 2021. NIC Global Trends 2030
- 2017 NIC Global Trends 2035: Paradox of Progress (PDF) (Звіт)  (англ.). Офіс директора Національної ради розвідки. Січень 2017. с. 226. ISBN 978-0-16-093614-2. Архів оригіналу (PDF) за 16 квітня 2021. Процитовано 16 квітня 2021.
- 2021 NIC Global Trends 2040: A More Contested World (PDF) (Звіт). NIC Global Trends  (англ.). Офіс директора Національної ради розвідки. Березень 2021. с. 156. Архів оригіналу (PDF) за 16 квітня 2021. Процитовано 16 квітня 2021.